# Horní Čermná
Horní Čermná (niem. Ober Böhmisch Rothwasser) – wieś i gmina w Czechach, w powiecie Uście nad Orlicą, w kraju pardubickim. Według danych z dnia 1 stycznia 2013 liczyła 1 015 mieszkańców.